# Ekdil
Ekdil é uma cidade e uma nagar panchayat no distrito de Etawah, no estado indiano de Uttar Pradesh.[carece de fontes?]

## Demografia
Segundo o censo de 2001, Ekdil tinha uma população de 9945 habitantes. Os indivíduos do sexo masculino constituem 53% da população e os do sexo feminino 47%. Ekdil tem uma taxa de literacia de 55%, inferior à média nacional de 59.5%: a literacia no sexo masculino é de 63% e no sexo feminino é de 46%. Em Ekdil, 17% da população está abaixo dos 6 anos de idade.